# Crematogaster bogojawlenskii
Crematogaster bogojawlenskii är en myrart som beskrevs av Mikhail Dmitrievich Ruzsky 1905. Crematogaster bogojawlenskii ingår i släktet Crematogaster och familjen myror. Inga underarter finns listade i Catalogue of Life.